# Đại học Northeastern
Đại học Northeastern (tiếng Anh: Northeastern University hay NU) là một trường đại học tư thục nghiên cứu hàng đầu nằm ở Boston, Massachusetts. Trường được thành lập vào năm 1898 và nổi tiếng với chương trình giáo dục kết hợp thực tập (co-op).